# Мађарска на Европском првенству у атлетици у дворани 2019.
Мађарска је учествовала на 35. Европском првенству у дворани 2019 који се одржао у Глазгову, Шкотска, од 1. до 3. марта. Ово је било тридесет пето европско првенство у дворани на коме је Мађарска учествовала, односно учествовала је на свим првенствима до данас. Репрезентацију Мађарске представљало је 13 такмичара (5 мушкараца и 8 жена) који су се такмичили у 11 дисциплина (4 мушке и 7 женских).
На овом првенству Мађарска је делила 23 место по броју освојених медаља са 1 бронзаном медаљом. У табели успешности према броју и пласману такмичара који су учествовали у финалним такмичењима (првих 8 такмичара) Мађарска је са 3 учесника у финалу заузела 20 место са 12 бодова.
| Пл. | Земља    | 1. место | 2. место | 3. место | 4. место | 5. место | 6. место | 7. место | 8. место | Бр. фин.-Бод. |
| --- | -------- | -------- | -------- | -------- | -------- | -------- | -------- | -------- | -------- | ------------- |
| 20. | Мађарска | -        | –        | 1 – 6    | –        | 1 – 4    | -        | 1 - 2    | -        | 3 - 12        |

## Учесници
| Мушкарци: - Сабо Даниел — 60 м - Тамаш Кази — 800 м - Балаж Виндич — 800 м - Бенџамин Ковач — 3.000 м - Валда Шуч — 60 м препоне | Жене: - Клаудија Шорок — 60 м - Надхази Евелин — 400 м - Викторија Ђуркес — 3.000 м - Луца Козак — 60 м препоне - Грета Керекеш — 60 м препоне - Анастазиа Нгуиен — Скок удаљ - Анита Мартон — Бацање кугле - Ксенија Крижан — Петобој |  |

## Освајачи медаља (1)

### Бронза (1)
- Анита Мартон - Бацање кугле

## Резултати

### Мушкарци
| Атлетичар      | Дисциплина   | Лични рекорд | Квалификације | Квалификације | Полуфинале            | Полуфинале            | Финале                | Финале       | Детаљи |
| Атлетичар      | Дисциплина   | Лични рекорд | Резултат      | Место         | Резултат              | Место                 | Резултат              | Место        | Детаљи |
| -------------- | ------------ | ------------ | ------------- | ------------- | --------------------- | --------------------- | --------------------- | ------------ | ------ |
| Сабо Даниел    | 60 м         | 6,73         | 6,88          | 6. у гр. 3    | Нису се квалификовали | Нису се квалификовали | Нису се квалификовали | 33 / 44 (45) |        |
| Тамаш Кази     | 800 м        | 1:47,98      | 1:49,66       | 5. у гр. 1    | Нису се квалификовали | Нису се квалификовали | Нису се квалификовали | 23 / 33 (34) |        |
| Балаж Виндич   | 800 м        | 1:47,18      | 1:49,98       | 3. у гр. 3    | Нису се квалификовали | Нису се квалификовали | Нису се квалификовали | 25 / 33 (34) |        |
| Бенџамин Ковач | 3.000 м      | 7:55,91      | 7:59,89       | 8. у гр. 2    |                       |                       | Нису се квалификовали | 18 / 33 (34) |        |
| Валдо Шуч      | 60 м препоне | 7,69         | 7,69 КВ, =ЛРС | 8. у гр. 2    | 7,75                  | 6. у гр. 1            | Нису се квалификовали | 12 / 29 (30) |        |

### Жене
| Атлетичарка      | Дисциплина   | Лични рекорд | Квалификације | Квалификације | Полуфинале            | Полуфинале            | Финале                | Финале       | Детаљи |
| Атлетичарка      | Дисциплина   | Лични рекорд | Резултат      | Место         | Резултат              | Место                 | Резултат              | Место        | Детаљи |
| ---------------- | ------------ | ------------ | ------------- | ------------- | --------------------- | --------------------- | --------------------- | ------------ | ------ |
| Клаудија Шорок   | 60 м         | 7,37         | 7,37 кв, =ЛРС | 4. у гр. 6    | 7,39                  | 6. у гр. 2            | Није се квалификовала | 18 / 42 (43) |        |
| Надхази Евелин   | 400 м        | 53,52        | 53,90         | 6. у гр. 3    | Није се квалификовала | Није се квалификовала | Није се квалификовала | 32 / 37      |        |
| Викторија Ђуркес | 3.000 м      | 9:03,57      |               |               |                       |                       | 9:03,56 ЛР            | 9 / 16       |        |
| Луца Козак       | 60 м препоне | 8,03         | 8,08 КВ       | 3. у гр. 3    | 7,97 КВ, НР, ЛР       | 7. у гр. 1            | Непознато             | Непознато    |        |
| Грета Керекеш    | 60 м препоне | 8,02         | 8,09 КВ       | 2. у гр. 2    | 8,05 КВ               | 3. у гр. 2            | 8,03                  | 5 / 22 (37)  |        |
| Анастазиа Нгуиен | Скок удаљ    | 6,51         | 6,28          | 17.           |                       |                       | Није се квалификовала | 17 / 18 (19) |        |
| Анита Мартон     | Бацање кугле | 19,62 НР     | 18,05 кв      | 7.            | 19,00 ЛРС             |                       |                       |              |        |

#### Петобој
| Дисциплина   | Ксенија Крижан | Ксенија Крижан | Ксенија Крижан | Ксенија Крижан | Ксенија Крижан | Ксенија Крижан |
| Дисциплина   | Лич. рек.      | Резултат       | Бод.           | Плас.          | Укупно         | Плас.          |
| ------------ | -------------- | -------------- | -------------- | -------------- | -------------- | -------------- |
| 60 м препоне | 8,30           | 8,45           | 1.028          | 7.             | 1.028          | 7.             |
| Скок увис    | 1,82           | 1,78           | 853            | 6.             | 1.981          | 6.             |
| Бацање кугле | 14,31          | 14,17 ЛР       | 805            | 6.             | 2.786          | 7.             |
| Скок удаљ    | 6,17           | 6,05           | 865            | 9.             | 3.651          | 7.             |
| 800 м        | 2:12,95        | 2:10,50 ЛР     | 957            | 3.             | 4.608          | 7.             |
| Петобој      | 4.631          |                |                |                | 4.608 ЛРС      | 7 / 10 (12)    |